# Richard Mariko
Richard Mariko est né le 12 septembre 1982 dans les Samoa américaines. C'est un joueur de football samoan-américain. 
Ce joueur est célèbre car il est l'un des 15 joueurs présents sur le papier à avoir perdu 31-0 contre l'Australie en qualification pour la Coupe du monde de football 2002. Il ne disputa que quarante minutes de cette rencontre en remplaçant Lisi Leututu blessé.